# Michal Zelenka (herec)
Michal Zelenka (* 18. listopadu 1975 Kladno) je český divadelní a filmový herec.

## Osobní život
Pochází z Lidic.
Vystudoval DAMU. Poté nastoupil do Jihočeského divadla v Českých Budějovicích. Po 2 letech dostala angažmá v pražském Činoherním klubu. Pracoval jako konzultant ve školící firmě a lektor prezentačních dovedností. Ovládá anglický jazyk a je držitelem certifikátu FCE.

### Rodinný život
Žije se svou manželkou Pavlou Zelenkovou, se kterou má syny, Vojtěcha (* 13. června 2008) a Kryštofa (* 2010), který trpí cystickou fibrózou, v Lidicích.

## Filmografie

### Filmy
- O králi, hvězdáři, kejklíři a třech muzikantech (1996) – hvězdář Petr
- Je po dešti (2001) – mladík
- Pekelná maturita (2002) – čert Felix
- Tmavomodrý svět (2001)
- O svatební krajce (2003) – mladší komediant
- Restart (2005) – spolubydlící Marie
- Poslední kouzlo (2006) – princ Vranko
- Vlna (2008)
- Pohádkové počasí (2008) – vánek
- Hospoda U bílé kočky (2009) – krejčí
- Lidice (2011) – organizátor tryzny
- Poslední z Aporveru (2013)

### TV seriály
- Redakce (2004)
- Ulice (2005) – Honza Křístek
- To nevymyslíš! (2005)
- Horákovi (2006) – Filip
- Trapasy (2007)
- Ošklivka Katka (2008) – Marek Černý
- Vyprávěj (2009) – poručík (epizodní role)
- Život je ples (2012) – policista (epizodní role)
- Slunečná (2021) – Sam

## Divadelní role

### Jihočeské divadlo České Budějovice
V Jihočeském divadle v Českých Budějovicích působil od červen 1998 do září 2000.
- Neil Simon: Biloxi Blues – vypravěč Jerom (Cenu Karla Rodena 2000)
- William Shakespeare: Komedie omylů – Dromia
- Tracy Letts: Zabiják Joe – Chrise

### Otáčivé hlediště Český Krumlov
- William Shakespeare: Sen noci svatojánské
- William Shakespeare: Veselé paničky windsorské

### Městská divadla pražská
Divadlo Rokoko
- Henrik Ibsen: Peer Gynt (režie Petr Svojtka, premiéra 4. 3. 2007)

Divadlo ABC
- Ivan Hlas: Šakalí léta (režie Miroslav Hanuš, premiéra 24. 6. 2007)
- Karel Poláček, Jiří Janků: U nás v Kocourkově (režie Petr Svojtka, premiéra 17. 12. 2006)

### Činoherní klub
V pražském Činoherním klubu působil od října 2000 do března 2007.
- J. Orton: Jak se bavil pan Sloane – Sloan
- Ladislav Smoček: Podivné odpoledne dr. Zvonka Burkeho (režie Ladislav Smoček, premiéra 29. 1. 1990)
- Josef Štolba: Vodní družstvo (režie Ladislav Smoček, premiéra 16. 12. 1994)
- Václav Štech: Deskový statek (režie Ladislav Smoček, premiéra 27. 3. 2001)
- Carlo Goldoni: Impresário ze Smyrny (režie Ladislav Smoček, premiéra 20. 10. 2004)
- Molière: Misantrop (režie Martin Čičvák, premiéra 30. 10. 2002)

## Rozhlasové role
- 2006 George Tabori: Matčina Kuráž, Český rozhlas, překlad: Petr Štědroň, hudba: Marko Ivanovič, dramaturgie: Martin Velíšek, režie Aleš Vrzák. Osoby a obsazení: syn (Jiří Ornest), matka (Květa Fialová), Kelemen (Jiří Lábus), Usoplenec (David Novotný), německý důstojník (Jaromír Dulava), 1. policista (Stanislav Zindulka), 2. policista (Antonín Molčík), strýc Julius (Miloš Hlavica), Marta (Růžena Merunková), milenec + hlas (Vojtěch Hájek), milenec + hlas (Michal Zelenka), hlasy (Petra Jungmanová, Zdeněk Hess a Otmar Brancuzský), žena domovníka + hlas (Bohumila Dolejšová) a modlení + zpěv (Michael Dushinsky). Hra byla vybrána do užšího výběru v soutěži Prix Bohemia Radio 2006 v kategorii Rozhlasová inscenace pro dospělého posluchače.[1]

- 2009 Milena Mathausová: Měděné zrcadlo, nedělní pohádka, Český rozhlas;role: Kryštof; režie Vlado Rusko.[2]

### Audioknihy
- Audiokniha Dobrodružství pavouka Čendy

## Ocenění
- Cena Karla Rodena 2000 – za roli vypravěče Jeroma (představení Jihočeského divadla Biloxi Blues od Neila Simona)